# Cohors II Mattiacorum

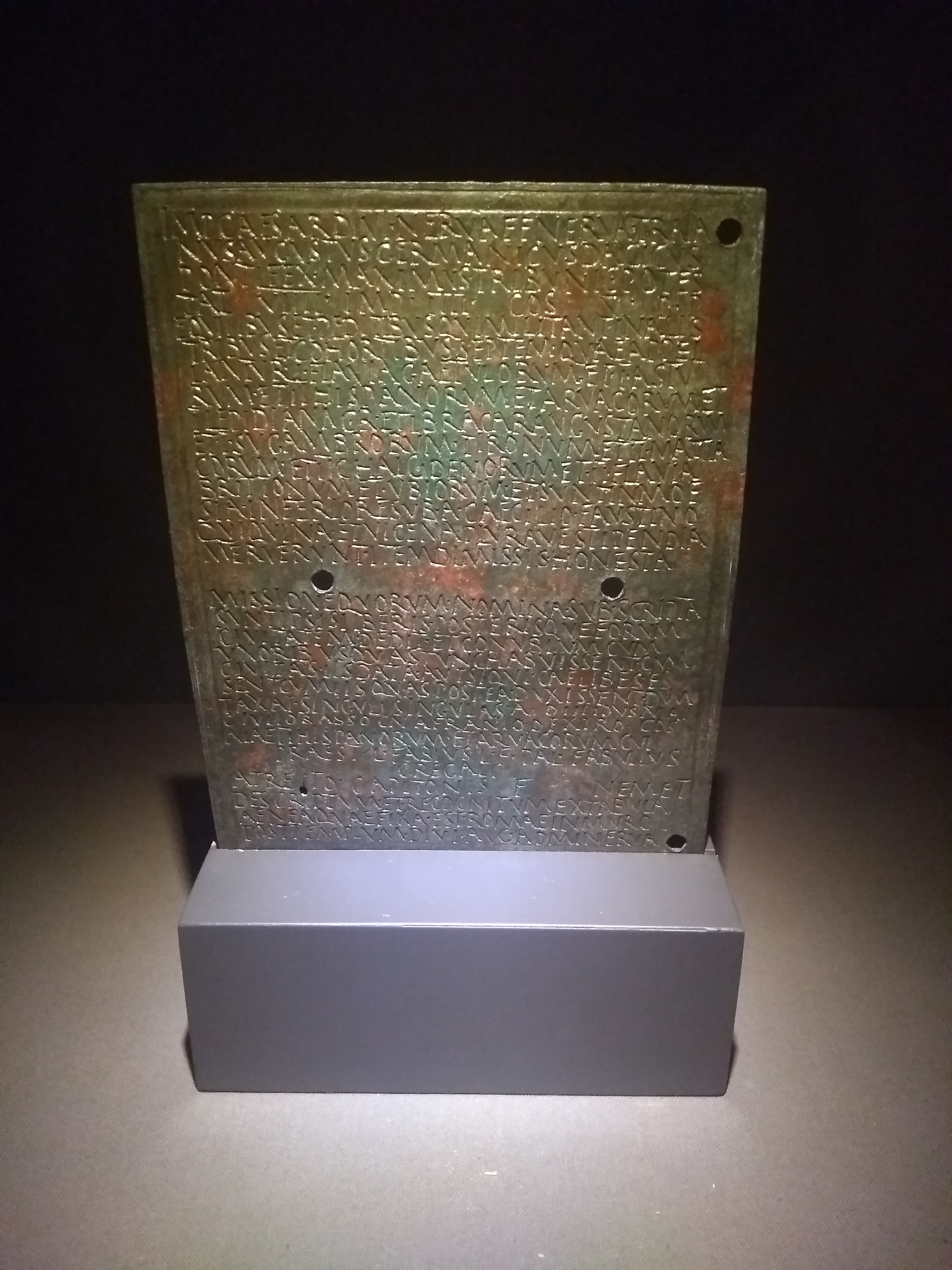
Eines der Militärdiplome vom 13. Mai 105 n. Chr.

Die Cohors II Mattiacorum [milliaria] [equitata] (deutsch 2. Kohorte der Mattiaker [1000 Mann] [teilberitten]) war eine römische Auxiliareinheit. Sie ist durch Militärdiplome und Inschriften belegt. In den Militärdiplomen von 78 und in Inschriften wird sie als Cohors Mattiacorum bezeichnet.

## Namensbestandteile
- Cohors: Die Kohorte war eine Infanterieeinheit der Auxiliartruppen in der römischen Armee.

- II: Die römische Zahl steht für die Ordnungszahl die zweite (lateinisch secunda). Daher wird der Name dieser Militäreinheit als Cohors secunda .. ausgesprochen.

- Mattiacorum: der Mattiaker. Die Soldaten der Kohorte wurden bei Aufstellung der Einheit aus dem germanischen Volksstamm der Mattiaker rekrutiert.

- milliaria: 1000 Mann. Je nachdem, ob es sich um eine Infanterie-Kohorte (Cohors milliaria peditata) oder einen gemischten Verband aus Infanterie und Kavallerie (Cohors milliaria equitata) handelte, lag die Sollstärke der Einheit entweder bei 800 oder 1040 Mann. Der Zusatz kommt in einer Inschrift[2] vor. In der Inschrift wird statt milliaria das Zeichen {\displaystyle \infty } verwendet.[A 1]

- equitata: teilberitten. Die Einheit war ein gemischter Verband aus Infanterie und Kavallerie. Der Zusatz kommt in einer Inschrift[3] vor.

Die Einheit war eine Cohors milliaria equitata. Die Sollstärke der Einheit lag daher bei 1040 Mann, bestehend aus 10 Centurien Infanterie mit jeweils 80 Mann sowie 8 Turmae Kavallerie mit jeweils 30 Reitern.

## Geschichte
Die Kohorte war in den Provinzen Moesia, Moesia inferior und Thracia (in dieser Reihenfolge) stationiert. Sie ist auf Militärdiplomen für die Jahre 78 bis 167/168 n. Chr. aufgeführt.
Der erste Nachweis in Moesia beruht auf einem Diplom, das auf 78 datiert ist. In dem Diplom wird die Kohorte als Teil der Truppen (siehe Römische Streitkräfte in Moesia) aufgeführt, die in der Provinz stationiert waren. Weitere Diplome, die auf 93 bis 146 datiert sind, belegen die Einheit in Moesia inferior.
Zu einem unbestimmten Zeitpunkt wurde die Einheit nach Thracia verlegt, wo sie erstmals durch ein Diplom nachgewiesen ist, das auf 155 datiert ist. In dem Diplom wird die Kohorte als Teil der Truppen (siehe Römische Streitkräfte in Thracia) aufgeführt, die in der Provinz stationiert waren. Weitere Diplome, die auf 155/157 bis 167/168 datiert sind, belegen die Einheit in derselben Provinz.
Der letzte Nachweis der Einheit beruht auf einer Inschrift, die auf 219 datiert wird.

## Standorte
Standorte der Kohorte waren möglicherweise:
| - Barboşi: Ziegel mit dem Stempel der Einheit wurden hier gefunden. - Dinogetia (Garvan): eine Inschrift und Ziegel mit dem Stempel der Einheit wurden hier gefunden. | - Sexaginta Prista (Russe): eine Inschrift und Ziegel mit dem Stempel der Einheit wurden hier gefunden. - Sostra (Lomets): zwei Inschriften wurden hier gefunden. |

## Angehörige der Kohorte
Folgende Angehörige der Kohorte sind bekannt.

### Kommandeure
| - [?]us: er wird auf dem Diplom von 113 als Kommandeur genannt. - [A]lf(ius) Faustinianus, ein Tribun (AE 1968, 422) - Antonius Annianus: er wird auf dem Diplom von 155 als Kommandeur genannt. - Apronius Maximus, ein Tribun (CIL 3, 13726) | - Lucius Clodius Ingenuus, ein Präfekt - Publius Aelius Alexander: er wird auf einem Diplom von 146 als Kommandeur genannt. - Titus Aurelius Aquila, ein Tribun - Titus Flavius Laco: er wird auf dem Diplom von 138 als Kommandeur genannt. |

### Sonstige
| - [?], ein Fußsoldat: das Diplom von 113 wurde für ihn ausgestellt. - [?], ein Decurio (AE 2005, 1370) - Aelius Dassius: das Diplom von 155 wurde für ihn ausgestellt. - Aurelius Diophanes, ein Reiter (AE 2005, 1370) - Aurelius Martialius, ein Reiter (AE 2005, 1370) | - Capito (CIL 3, 12449) - Clagissa, ein Fußsoldat: das Diplom von 138 wurde für ihn ausgestellt. - L(ucius) Spurennius Rufus, ein Buccinator (CIL 3, 12437) - T(itus) Flavius Lupus, ein Fußsoldat: ein Diplom von 146 (ZPE-195-230b) wurde für ihn ausgestellt. |